# 切利娅·沙希奇
切利娅·沙希奇（德語：Célia Šašić，1988年6月27日—），德国足球运动员，出生于波恩，父亲是喀麦隆人，母亲是法国人。她效力法兰克福女足和德国国家女子足球队任前锋。沙希奇在2015年女子世界杯足球赛上攻入六球，与美国球员卡莉·劳埃德并列获得最佳射手。

## 外部連結
- Profile（页面存档备份，存于） （德文） at DFB
- Player German domestic football stats （页面存档备份，存于） （德文） at DFB
- 切利娅·沙希奇 – FIFA國際賽競賽紀錄 (存檔)
- Profile at Weltfussball.de  （德文）
- Soccerway資料庫：切利娅·沙希奇